# パズ・レンチャンティン
パズ・レンチャンティン （Paz Lenchantin、1973年12月12日 - ）は、アメリカ合衆国のミュージシャン、ベーシスト。ア・パーフェクト・サークルやズワンを始めとする数々のバンドに参加。ピクシーズのメンバーとしても活動していた。ソロでも作品を発表している。

## 略歴
アルゼンチンのマル・デル・プラタ出身。フランス人やアルメニア人の血を引いた家庭に生まれ、4歳のときにアメリカのロサンゼルスに家族と移住。5歳でピアノを、8歳でヴァイオリンを習い始め、ギターに触れたのは12歳のときだった。
1999年に結成されたア・パーフェクト・サークルに参加し、2001年まで在籍。その後はズワンに参加した。2002年には自身のバンドであるザ・チェルシーを結成した。2013年にピクシーズ加入が発表され、2014年のツアーからバンドに参加した。
2024年、ピクシーズを脱退。

## ソロ作品
- Yellow mY skYcaptain （2000年）
- Songs for Luci EP （2006年）